# Торранс, Изобель
Изобе́ль То́рранс (англ. Isobel Torrance) — шотландская кёрлингистка.
В составе женской команды Шотландии бронзовый призёр чемпионата мира 1982 и чемпионата Европы 1978. Чемпионка Шотландии среди женщин и среди смешанных команд.
Играла на позиции четвёртого, была скипом команды.

## Достижения
- Чемпионат мира по кёрлингу среди женщин: бронза (1982).
- Чемпионат Европы по кёрлингу: бронза (1978).
- Чемпионат Шотландии по кёрлингу среди женщин: золото (1978, 1982).
- Чемпионат Шотландии по кёрлингу среди смешанных команд: золото (1987).

## Команды
| Сезон                                        | Четвёртый       | Третий          | Второй          | Первый           | Турниры            |
| -------------------------------------------- | --------------- | --------------- | --------------- | ---------------- | ------------------ |
| 1977—78                                      | Изобель Торранс | Изобель Уодделл | Мэрион Армор    | Маргарет Уайзман | ЧШЖ 1978           |
| 1978—79                                      | Изобель Торранс | Мэрион Армор    | Изобель Уодделл | Маргарет Уайзман | ЧЕ 1978            |
| 1981—82                                      | Изобель Торранс | Изобель Уодделл | Мэрион Армор    | Маргарет Уайзман | ЧШЖ 1982 · ЧМ 1982 |
| 1982—83                                      | Изобель Торранс | Изобель Уодделл | Мэрион Армор    | Маргарет Уайзман | ЧЕ 1982 (7 место)  |
| Кёрлинг для смешанных команд (mixed curling) |                 |                 |                 |                  |                    |
| 1986—87                                      | Джим Уодделл    | Изобель Уодделл | Alec Torrance   | Изобель Торранс  | ЧШСК 1987          |

(скипы выделены полужирным шрифтом)

## Частная жизнь
Член семьи кёрлингистов: её дочь Изобель Ханнен (урожд. Изобель Торранс мл.) — чемпионка Шотландии, серебряный призёр чемпионата мира среди женщин, чемпионка мира среди ветеранов, участница демонстрационного турнира по кёрлингу на Зимних Олимпийских играх 1992. Её внучка, дочь Изобель мл., Рэйчел Ханнен — призёр чемпионатов Шотландии, участница чемпионата Европы 2015, Зимних юношеских Олимпийских игр 2012 и Зимней Универсиады 2017.